# Fuchsia pachyrrhiza
Fuchsia pachyrrhiza is een fuchsiasoort die groeit in het noordelijke deel van Peru op de westelijke hellingen van de Andes als onderdeel van een laagblijvende vegetatie. Deze hellingen zijn zeer droog omdat het gebergte een barrière vormt tegen de opstijgende winden uit het Amazonegebied. De naam pachyrrhiza betekent dikke wortels.

## Beschrijving
Rechtop gaande, soms klimmende struik, met lange boogvormige takken. Hij kan 1 tot 2 meter hoog worden. De roodbruine schors schilfert af.

Jonge twijgen, de bladstelen en de onderzijde van de bladeren zijn behaard. De donkergroene bladeren zijn lang, smal en elliptisch van vorm. 

Om de droge tijd te overbruggen heeft de plant ondergrondse wortelknollen ontwikkeld.

Omdat ze vanuit de bladoksels groeien aan een lange steel, hangen alle vrij kleine bloemen naar één kant. De behaarde urnvormige bloembuis is oranjerood. De kelkblaadjes - ook oranjerood en behaard - zijn deels samengegroeid. De kroonbladen zijn bruinrood. De bessen zijn tonvormig en donkerrood.

## Cultuur
De plant werd ontdekt door Bruce Stein in 1985 gedurende de regenperiode. In de rest van het jaar kan je hem namelijk niet zien. De wortelknollen zijn een middel om de acht maanden droogte te overbruggen. In de regenperiode van december tot april gaat hij groeien, bloeien en vruchten maken. Daarna verliest hij zijn blad weer en blijven er wat doornachtige restjes achter.

In het vroege voorjaar op een lichte vorstvrije plaats loopt de plant uit en gaat bloeien. Na de bloei droog houden zodat al het blad valt.

Stekken in het vroege voorjaar gaat gemakkelijk in kleine potten met een goede drainage. Bij het verpotten laat men de knollen gedeeltelijk boven de grond uitsteken.
... · 
F. arborescens · 
F. ×bacillaris · 
F. boliviana · 
F. excorticata · 
F. jimenezii · 
F. lycioides · 
F. magellanica · 
F. nigricans · 
F. pachyrrhiza · 
F. procumbens · 
F. simplicicaulis · 
F. splendens · 
F. tilletiana · 
...